# Pere de Sant Joan
Pere Sant Joan, a vegades Pere de Santjoan o Pierre de Saint-Jean (?, segle XIV - ?, segle xv) va ser un mestre d'obres i escultor picard.
Hi ha documentació acreditativa de la seva existència entre els anys 1396 i el 15 abril 1431. Originari de la Picardia, fou actiu a Catalunya, Mallorca, Girona, Elna, Perpinyà, Castelló d'Empúries, Seu d'Urgell i Barcelona. El 1396 treballà a la ciutat de Mallorca, on dirigí les obres del portal del Mirador de la Seu, i el 1398 feu les escultures del portal de l'Església de Sant Miquel de Palma, que mostren un estil arcaïtzant davant les noves tendències provinents de la zona picardoflamenca. Entre el 1397 i el 1404 ocupà el càrrec de mestre major de la seu de Girona, i el 1410 contractà, juntament amb Antoni Canet, la talla del cor de la Catedral de la Seu d'Urgell (actualment es troba un fragment d'aquesta al Museo Lázaro Galdiano, a Madrid), on és palesa una proximitat estilística amb Pere Sanglada. Hom li atribueix també una Mare de Déu amb el Nen (que ara es pot trobar al Museu Provincial, a Girona) i també les escultures de la portalada de l'església de Santa Maria de Castelló d'Empúries. Altres obres seves són els treballs de la Portalada del claustre del Convent de Sant Agustí Vell de Barcelona en 1415.